# Tanno Duren

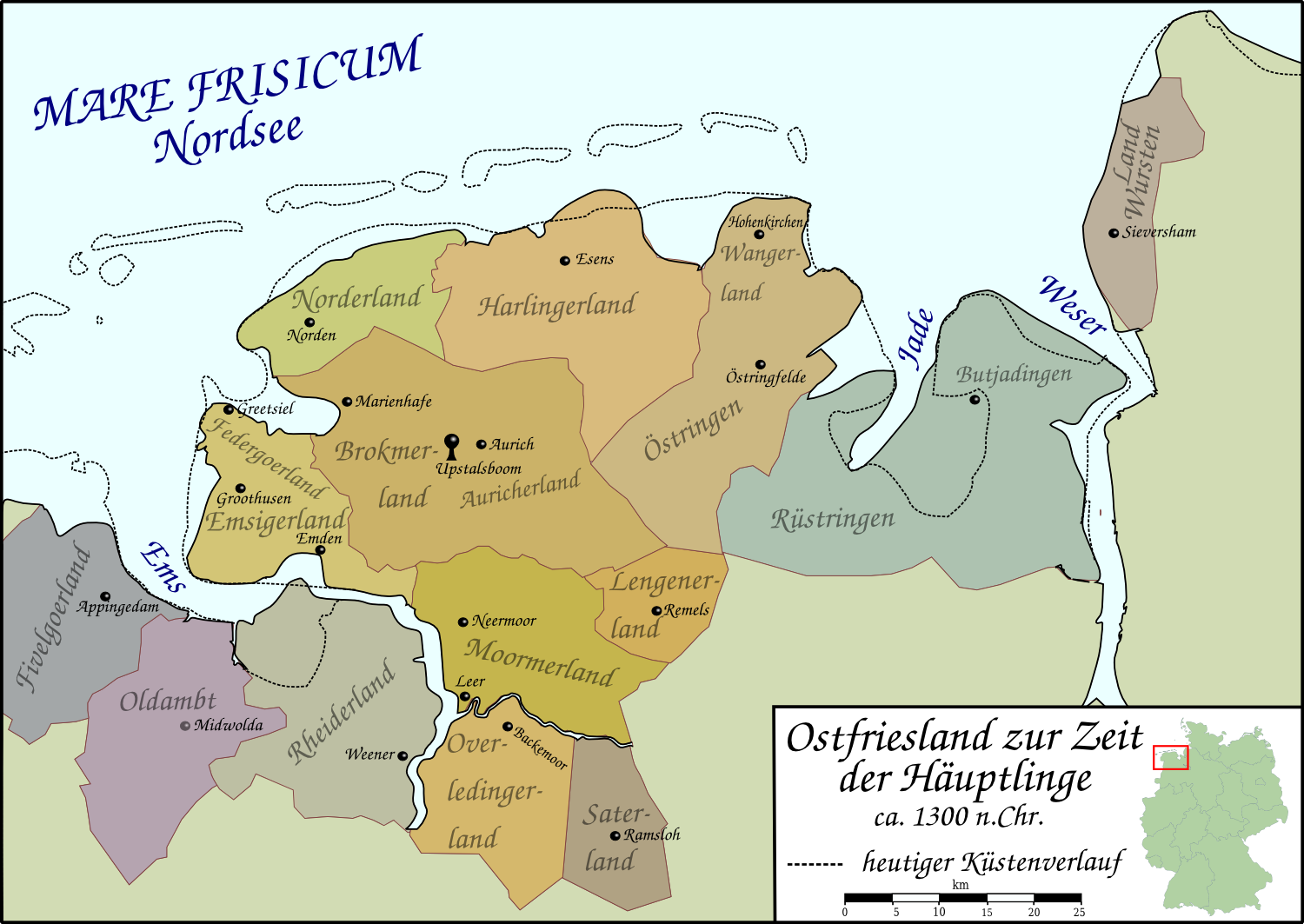
Ostfriesland zur Zeit des Häuptlingswesens

Tanno Duren (bezeugt 1442; † 19. August 1468) war ein ostfriesischer Häuptling zu Jever.

## Leben
Tanno Duren war der (vermutlich) erste Sohn aus der Ehe des Hayo Harlda (bezeugt 1420–1441), Häuptling zu Jever, mit Ivese, der Tochter des Dide Lubben (bezeugt 1384–1414), Häuptling im Stadland. Sein Geburtsdatum ist nicht bekannt. Duren gilt als Erbauer der Burg Sandel. Sie schützte die Friesische Heerstraße und das südliche Jeverland vor feindlichen Überfällen aus dem angrenzenden ostfriesischen Gebieten.
Als Häuptling zu Jever trat er auf Urkunden von 1442 bis 1448 mehrfach gemeinsam mit seinem Bruder Sibet († 1462), der politisch dann aber offenbar im Hintergrund blieb, in Erscheinung. Im Mai 1442 wurde er im Zusammenhang eines Friedensschlusses nach einer Auseinandersetzung des ostfriesischen Häuptlingshauses Cirksena mit der Stadt Hamburg um Wittmund genannt. Tanno und Sibet hatten das Wittmunder Häuptlingshaus Kankena, dem auch ihre Mutter entstammte, und dessen Häuptling Tanne Kankena unterstützt und verfolgten gleichzeitig auch eigene Besitzansprüche in Wittmund. Als der alte, kinderlose Tanno Kankena die Stadt Tanno Duren überlassen wollte, brach 1456 und 1457 der Kampf wieder aus. Tannos Gegenspieler war nun Sibet Attena, Häuptling von Esens, der mit Ulrich Cirksena verbündet war. Dieser nannte sich ab 1444 Häuptling von Ostfriesland und versuchte, diesen Herrschaftsanspruch entsprechend zu etablieren. Tanno seinerseits war mit dem Oldenburger Grafen Gerd von Oldenburg verbündet. 1461 kam es schließlich zum Frieden, bei dem Sibet Attena und Tanno ihren Gegensatz endgültig ausglichen und Wittmund in der Hand der Attena verblieb. Um den Frieden zu besiegeln, gab Tanno seine Tochter Tiadera (auch: Tyader) Sibets Sohn Wibet zur Frau. Tanno blieb Herrscher über Jever und das unmittelbare Umland. Wie unter Hayo Harlda waren die Länder Östringen, Wangerland und Rüstringen (das alte Landesviertel Bant) zunächst selbstständig. Durch landesgemeindliche Wahl wurde Tannos Herrschaft vermutlich aber zumindest im übrigen Östringen und im Wangerland bestätigt.
In Rüstringen hatte nach dem Tod Hayo Harldas der Häuptling Edo Boings von Gödens, Enkel einer Schwester Edo Wiemkens des Älteren, erbrechtlich begründete Ansprüche auf die Position des Landeshäuptlings, die andererseits – wohl bereits ab Juli 1444 – aber auch von Tanno und seinem Onkel, dem Häuptling Kniphausens, Lubbe Onneken aufgrund von Wahlen beansprucht wurde. Mehrfach kam es daher zu kriegerischen Auseinandersetzungen, die Tanno Duren 1456 und 1457 in die Situation eines Zweifrontenkrieges brachten, da er zugleich um Wittmund kämpfte.
Ab 1454 mischte sich auch Graf Gerd von Oldenburg, als Bundesgenosse Tannos, in Rüstringen ein. Durch sein Vorgehen drängte er allerdings die Rüstringer Bauern eher an die Seite Edo Boings. Als dieser jedoch im März 1457, bei einem Einfall in das Ammerland, gefangen genommen wurde, konnte Tanno die Herrschaft übernehmen. In der Folgezeit kam es offenbar zu einem Ausgleich mit Edo Boing, der Tanno als Landeshäuptling Rüstringens bestätigte. Unterstützung erhielt Tanno dazu von Lubbe Onneken, der stets nur als Häuptling zu Kniphausen (Knipens) urkundete, und ab 1459 auch von Häuptling Alke von Inhausen, der später auch als Vormund seines Sohnes fungierte.

## Ehe und Nachkommen
Tanno Duren war mit Teite, einer Tochter des Ike „tor Oldeborch“ aus Wüppels verheiratet. Seine zweite Frau war dann Almet von Werdum. Als er 1468 in Jever verstarb, war sein Sohn aus erster Ehe Edo Wiemken der Jüngere (* um 1454; † 1511) noch unmündig.